# Severian von Gabala
Severian von Gabala (* vor 380; † nach 408) war ein oströmischer Bischof in Gabala (heute Dschabla) in Syrien.

## Leben
Um 398 oder 399 verließ Severian seine Heimat und erwarb sich – der Kirchengeschichte von Sokrates Scholastikos und Sozomenos zufolge – in Konstantinopel einen Ruf als Prediger, wobei er jedoch nie seinen syrischen Akzent verlor. Er wurde ein Schützling von Johannes Chrysostomos, Bischof von Byzantium, und wurde um 401 von diesem mit Verwaltungsaufgaben der Kirche von Konstantinopel betraut. Jedoch beschuldigte ihn Serapion, der Erzdiakon von Konstantinopel, die Autorität des Chrysostomos in Frage zu stellen, und er wurde daraufhin vom Bischof in seine syrische Heimat zurückgeschickt. Auf Drängen der Kaiserin Eudoxia, der Gemahlin des Kaisers Arcadius, holte Chrysostomos ihn um 403 nach Konstantinopel zurück. Zunächst versöhnte er sich mit dem Patriarchen.
Wiederum auf Anregung der Kaiserin Eudoxia fand im Juli 403 eine Partikularsynode vornehmlich ägyptischer und syrischer Bischöfe statt, die mehr oder minder schwere Anschuldigungen gegen den Bischof von Konstantinopel richtete, diese reichten von der Unterstützung des Origenes bis zu dem Vorwurf, in der Kirche Pastillen gelutscht zu haben. Severian, der bei dieser Synode als Untersuchungsrichter fungierte, verurteilte den Patriarchen zum Exil an der Grenze Asiens. Das Volk von Konstantinopel protestiert hiergegen, und ein Erdbeben zwang Severian und seine Anhänger, die Stadt zu verlassen. Im Juni 404 strengte Severian einen neuen Prozess gegen Johannes Chrysostomos an. Nachdem der Patriarch 407 gestorben war, musste Severian die Stadt verlassen und ging nach Syrien zurück.

## Werke
Aus Severians Predigten lässt sich seine theologisch-philosophische Weltanschauung rekonstruieren. Allerdings sind seine Predigten oft unter Pseudonymen tradiert worden; dafür wurden Predigten des Petrus Chrysologus als Severians Werke irrtümlich bekannt.
Severian verkündete zur Form der Erde: „Die Erde ist flach, rechteckig, und die Sonne läuft nicht unter ihr her während der Nacht, sondern wandert durch den nördlichen Teil, wie versteckt durch eine Wand.“